# Tân Bình, huyện Bình Tân
Tân Bình là một xã cũ thuộc huyện Bình Tân, tỉnh Vĩnh Long, Việt Nam.

## Địa lý
Xã Tân Bình nằm ở phía tây nam huyện Bình Tân, có vị trí địa lý:
- Phía đông giáp thị trấn Tân Quới và xã Thành Lợi
- Phía tây giáp xã Tân An Thạnh
- Phía nam giáp thành phố Cần Thơ
- Phía bắc giáp xã Tân Thành.

Xã Tân Bình có diện tích 15,38 km², dân số năm 2019 là 11.045 người, mật độ dân số đạt 718 người/km².

## Hành chính
Xã Tân Bình được chia thành 8 ấp: Tân Biên, Tân Hậu, Tân Hiệp, Tân Phú, Tân Phước, Tân Qui, Tân Thới, Tân Trung.

## Lịch sử
Xã Tân Bình được thành lập vào ngày 9 tháng 8 năm 1994 theo Nghị định số 85-CP trên cơ sở một phần diện tích và dân số của xã Tân Quới.
Ngày 31 tháng 7 năm 2007, Chính phủ ban hành Nghị định số 125/2007/NĐ-CP về việc thành lập huyện Bình Tân thuộc tỉnh Vĩnh Long, xã Tân Bình thuộc huyện Bình Tân.
Ngày 10 tháng 1 năm 2020, Ủy ban Thường vụ Quốc hội ban hành Nghị quyết số 860/NQ-UBTVQH14 về việc sắp xếp các đơn vị hành chính cấp xã thuộc tỉnh Vĩnh Long (nghị quyết có hiệu lực từ ngày 1 tháng 2 năm 2020). Theo đó, sáp nhập toàn bộ 4,41 km² diện tích tự nhiên và 2.450 người thuộc các ấp: Tân Phú, Tân Biên của xã Tân Thành vào xã Tân Bình.
Sau khi sáp nhập, xã Tân Bình có diện tích 15,38 km², dân số là 11.045 người.